# Новые Турбаслы
Новые Турбаслы (баш. Яңы Турбаҫлы) — деревня в Благовещенском районе Башкортостана, относится к Тугайскому сельсовету.

## Население
| 2002 | 2009 | 2010 |
| ---- | ---- | ---- |
| 58   | ↘43  | ↗51  |

Согласно переписи 2002 года, преобладающие национальности — башкиры (72 %), татары (26 %).

## История
Новые (Верхние) Турбаслы точное время образования этого населенного пункта остается невыясненным. Предположительно деревня появилась в середине XIX века как выселок от Турбаслов (ныне посёлок Старые Турбаслы в черте города Уфы). Здесь проживали башкиры-вотчинники Тарханской тюбы Минской волости, которым издавна принадлежала эта земля.
В период существования башкиро-мещярского войска (1798—1865 гг.) турбаслинцы относились сначала к первой юрте восьмого башкирского кантона, затем к 11-й юрте 25-го неслужилого кантона.
Во второй половине 1860-х годов Минская волость и Тарханская тюба были официально упразднены, обе башкирские деревни перешли в Богородскую волость и образовали свои сельские общества, несмотря на то, что еще долгое время земля не была размежевана.
В 1870 году в деревне проживало порядка 200 человек, в 1895 году — больше 300. Тогда большинство башкир только начинали обзаводиться устойчивыми фамилиями, и почти все они совпадали с отчествами.
Впервые в 895 году упоминаются на территории поселения хлебозапасный магазин, бакалейная лавка и мечеть. В 1913 году муллой мечети Новых Турбаслов был Таип Шарафутдинов.
В начале XX века за башкирами-вотчинниками Новых Турбаслов числилось 2414 десятин надельной земли, в том числе, свободной за душевыми наделами — 971 десятина. Пахотные угодья занимали 790 десятин, лесные — 754, сенокосные — 434, и 196 десятин земли на выгон. В Новых Турбаслах насчитывалось 93 хозяйства и 549 человек. Люди активно возделывали землю, вели хозяйство. Пятнадцать семей занимались пчеловодством, еще в пятнадцати семьях дополнительный доход давали промыслы и занятия вне сельского хозяйства.
С 1923 по 1930 годы деревня Новые Турбаслы относилась к Старо-Александровскому сельсовету Степановской волости Уфимского кантона, затем вплоть до 1984 года входила в состав Турбаслинского сельсовета Благовещенского района. А с 1984 года Новые Турбаслы относятся к Тугайскому сельсовету.
Во время коллективизации деревня вошла в колхоз «Пахарь», в середине XX века — в колхоз имени Ленина, в 1957 году — в состав совхоза «Степановский». В советское время в деревне функционировала начальная школа.

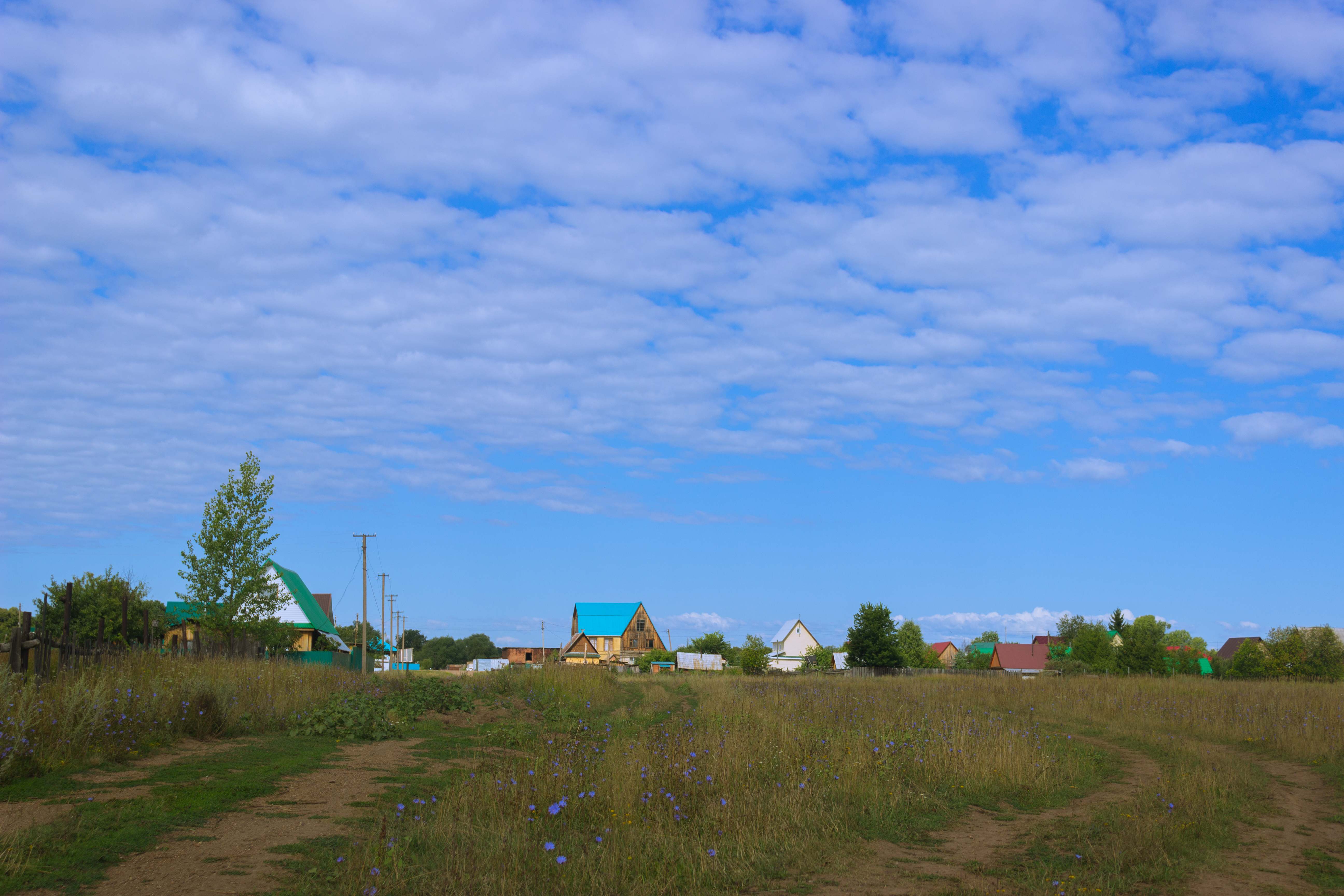
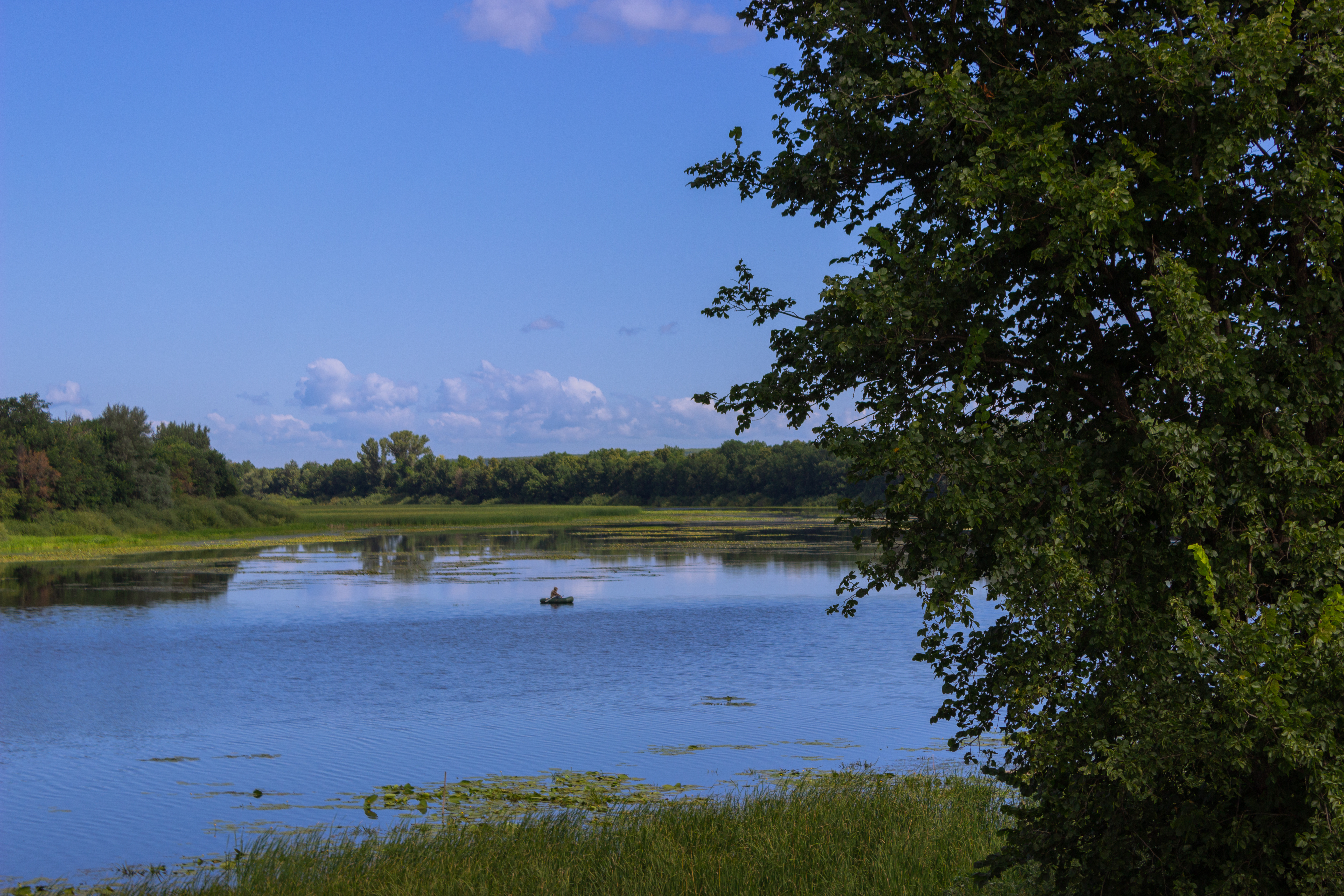
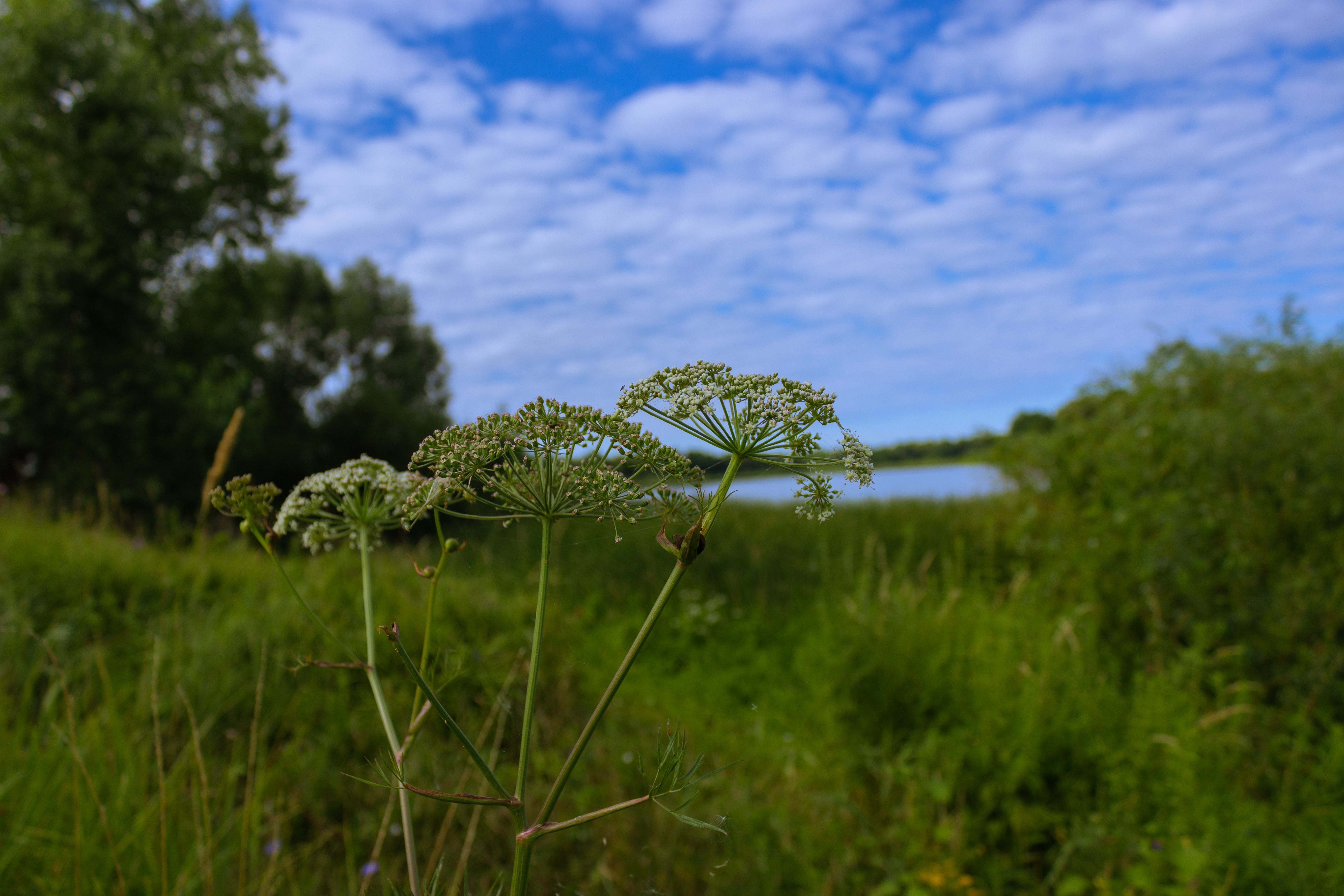
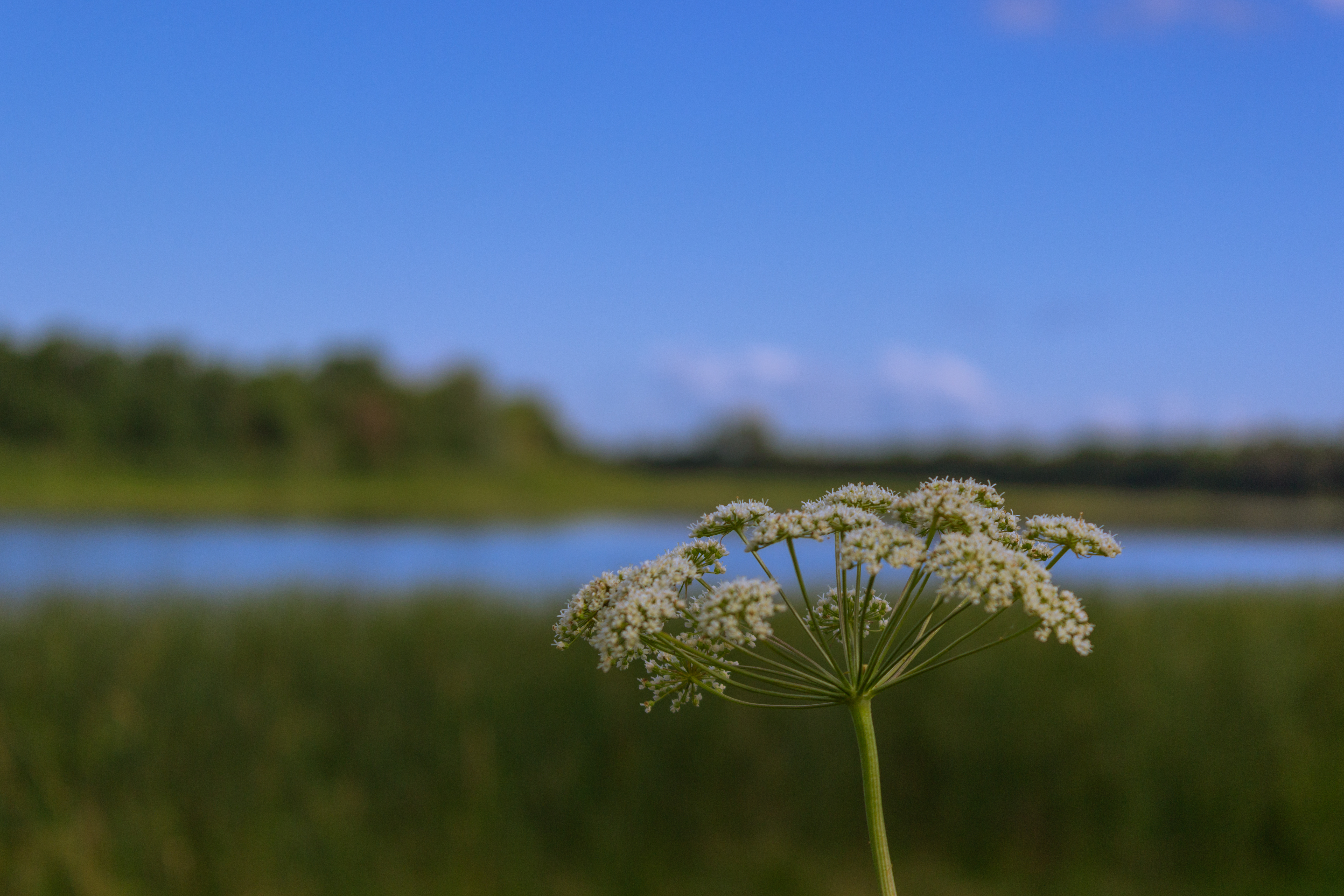
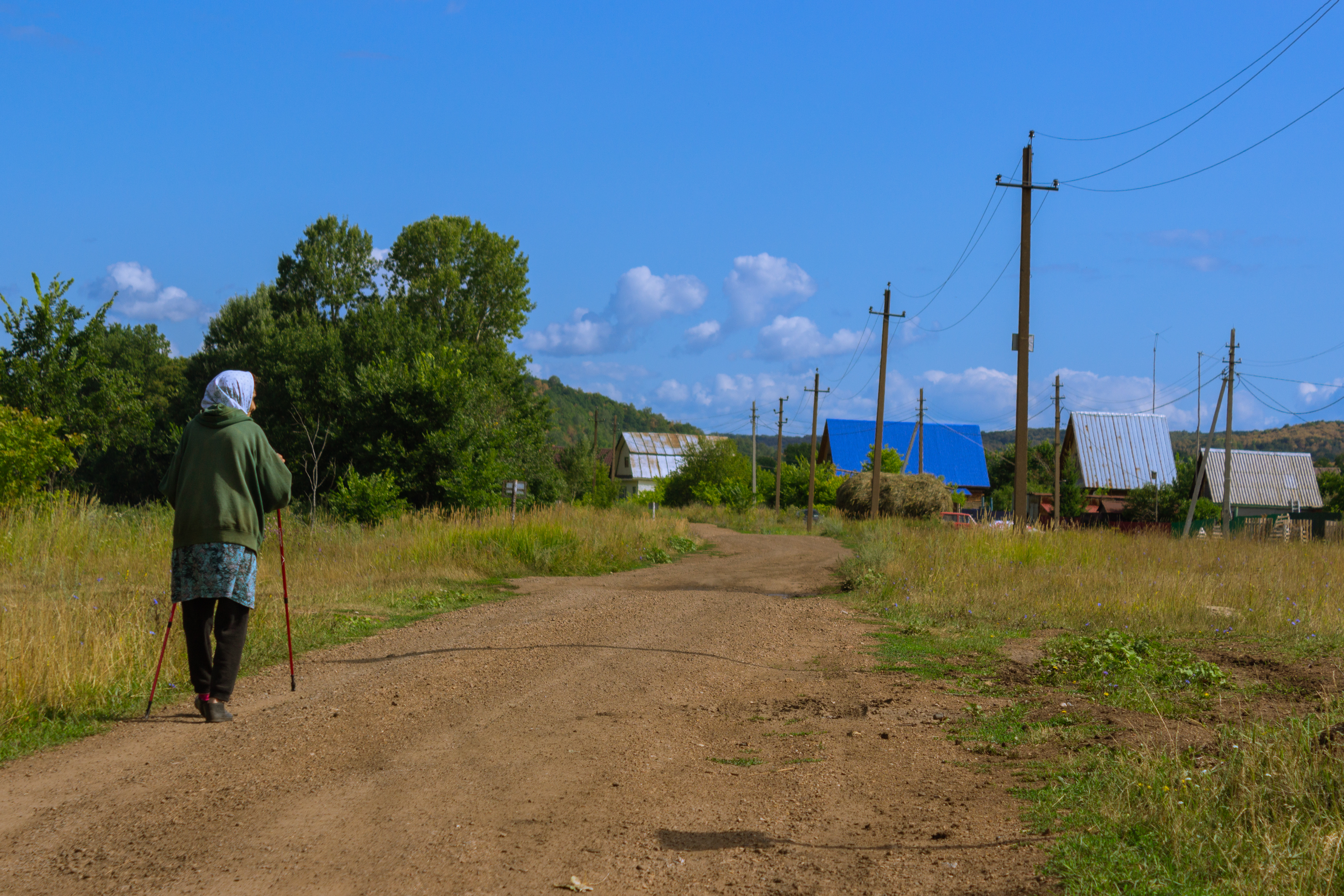
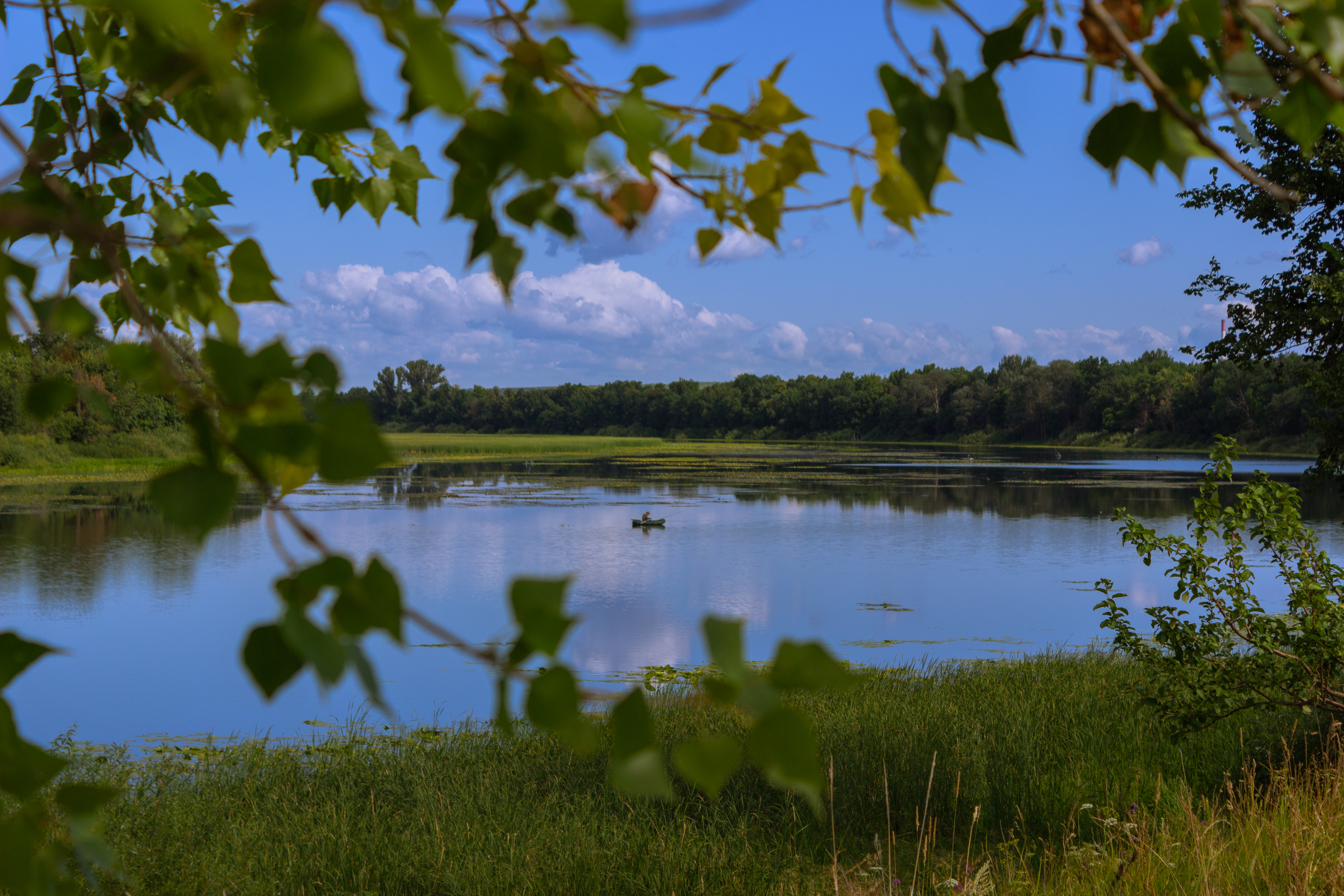

## Географическое положение
Находится на берегу реки Белой.
Расстояние до:
- районного центра (Благовещенск): 45 км,
- центра сельсовета (Тугай): 5 км,
- ближайшей ж/д станции (Загородная): 13 км.

## Известные уроженцы
- Бакиев, Рим Сагитович - бывший председатель правительства Республики Башкортостан.